# Phytoecia approximata
Phytoecia approximata là một loài bọ cánh cứng trong họ Cerambycidae.